# Kronologija Domovinskog rata: rujan 1993.

### 1. rujna
- U Ženevi, uz više teritorijalnih zahtjeva prema Srbima, Izetbegović i dalje traži izlaz na more u Neumu, što Boban kategorički odbija.[1]
- Predsjednik Tuđman u Ženevi razgovarao s Miloševićem o BiH i stanju u UNPA područjima u Hrvatskoj.[1]
- Erdutski sporazum ne može se promatrati odvojeno, već samo u sklopu Vanceova plana, rekao savjetnik predsjednika Tuđmana za nacionalnu sigurnost Hrvoje Šarinić ambasadorima Francuske i Njemačke pri UN u Zagrebu.[1]
- UNPROFORCI ne voze pontonskim masleničkim mostom, kako su izjavili iz političkih razloga.[1]
- U Čapljinu stigla 2.930 Hrvata koje su iz Kakanja protjerali pripadnici Armije BiH.[1]
- Muslimanska vojska - Armija BiH ne prestaje s napadima na Hrvatima nastanjene prostore Bosne i Hercegovine iako njezini zapovjednici izjavljuju da žele razgovarati o prekidu vatre.[1]

### 3. rujna
- Hrvatska neće dopustiti da se na njezinom teritoriju ponovi ciparski sindrom niti da se za rješenje UNPA područja čeka rasplet bosanskohercegovačke krize, rekao u Saboru dr. Mate Granić, ministar vanjskih poslova, podnoseći izvješće o provedbi hrvatske vanjske politike.[1]
- Tuđman primio u Predsjedničkim dvorima američkog kongresmena James Sensenbrennera i upozorio ga da UNPROFOR ne može biti zaštita za okupirana područja i etničko čišćenje na teritoriju hrvatske države.[1]
- Obitelji svih vodećih muslimanskih čelnika iz BiH na sigurnome u inozemstvu: Ganićevi u Americi, Izetbegovićevi u Turskoj, Filipovićevi u Beču, Silajdžićevi u Pakistanu, piše Večernji list.[1]
- Izbjeglički centar na otoku Obonjanu kod Šibenika nije logor, kako pokušavaju kninska i beogradska sredstva informiranja oklevetati Hrvatsku u svijetu,izjavio direktor poduzeća Otok mladosti Miroslav Maslač.[1]
- Muslimanska vojska u Mostaru, ničim izazvana, iz minobacača ubila četvero, a ranila 19 ljudi, među kojima sedmero djece.[1]

### 4. rujna
- Zauzet ću se kod predsjednika Clintona da sve učini kako bi se izmijenio mandat UNPROFOR-a koji danas očito štiti paravojne snage u zonama u koje je poslan da štiti civile - rekao u Zadru američki kongresmen Sensenbrenner.[1]

### 5. rujna
- Tvrdnje direktora UNPROFOR-a za civilna pitanja Cedrica Thornberryja da u BiH postoje regularne snage Hrvatske vojske apsolutno su tendenciozne i netočne a za cilj imaju međunarodnu diskreditaciju Hrvatske - izvanredno priopćilo Ministarstvo obrane Republike Hrvatske.[1]
- Nema mira na bojištima Herceg-Bosne, pri dovlačenju boraca i izvlačenju ranjenika muslimanskoj vojsci kod Mačkovca pomagali i pripadnici UNPROFOR-a, priopćio Glavni stožer HVO-a iz Mostara.[1]
- u neposrednoj blizini Viteza na lokalitetu Brdo/Zabilje pripadnici Armije BiH ubili su 13 Hrvata.[1]
- U Vojnom sudu u Zagrebu nastavljeno suđenje čelnicima Hrvatske stranke prava - Dobroslavu Paragi, Anti Đapiću i Mili Dedakoviću - koje optužnica tereti za pozivanje na nasilnu promjenu ustavnog ustrojstva Republike Hrvatske i terorizam. Naime, da su od sredine 1991. godine osnovali stranačku vojsku, paravojnu silu - HOS, te izdavali naredbe pripadnicima HOS-a za napad na Banske dvore.[1]

### 6. rujna
- Hrvatska Vlada svjetskim čimbenicima odlučno stavila do znanja da nije spremna produžiti rok mirovnim snagama UN sa sadašnjim mandatom, istaknuo na redovitoj konferenciji za novinare u Zagrebu predsjednik Tuđman.[1]
- UNPROFOR se na zadarskom bijištu razmješta uz četničke položaje kako bi ih zaštitio od eventualnih hrvatskih odgovora na sve češću pucnjavu iz topova i minobacača, priopćeno novinarima iz HV u Zadru.[1]
- Pripadnici UNPROFOR-a, među kojima prednjače Britanci, u južnoj Hrvatskoj dopuštaju Srbima da rade što hoće, a Hrvati i Muslimani ratuju zbog one karte koju je nacrtao lord Owen, izjavio za Večernji list američki novinar J.P. Mackley, poznat u Hrvatskoj kao začetnik Foreign Press Bureau (Inozemnog novinskog ureda).[1]

### 7. rujna
- Za produljenje mandata UNPROFOR-a nakon 30. rujna Republike Hrvatska zahtijeva da se ispune tri uvjeta: da se sklopi sporazum o prekidu vatre na svim područjima pod zaštitom UN, da se poštuju i provedu sve relevantne rezolucije Vijeća sigurnosti UN i da se mandat snagama UN razdvoji za Hrvatsku, Bosnu i Hercegovinu i Makedoniju.[1]
- Muslimani, uza stalne provokacije, pripremaju nove napade na hrvatske prostore Herceg-Bosne, priopćio Glavni stožer HVO u Mostaru.[1]
- Predsjednik Republike Hrvatske dr. Franjo Tuđman uputio pismo predsjedniku Hrvatske Republike Herceg-Bosne Mati Bobanu, u kojem apelira na poštovanju ljudskog dostojanstva, temeljnih ljudskih vrijednosti i prava, te na najstrožoj primjeni međunarodnog ratnog i humanitarnog prava.[1]
- Najmanje šest TV-ekipa bilo je u kampovima u kojima su privremeno pritvoreni muslimanski štićenici na moju zapovijed, ali njihovi urednici nisu pustili te priloge, rekao na konferenciji za novinare u Mostaru zapovjednik Glavnog stožera HVO general Slobodan Praljak.[1]
- U Pismu glavnom tajniku UN Boutrosu Ghaliju predsjednik HR Herceg-Bosne Mate Boban i predsjednik Zastupničkog doma Perica Jurić upozoravaju ga na nastavak muslimanske agresije i hipokriziju muslimanskog političkog vodstva koje se opredijelilo za politiku rata.[1]

### 8. rujna
- U Kusonjama selu blizu Pakraca, prilikom odavanja počasti hrvatskim policajcima ubijenima prije dvije godine iz zasjede, u eksploziji podmetnute mine tri osobe poginule a 11 ranjeno, iako to područje osigurava UNPROFOR.[1]
- Brodovi i zrakoplovi NATO-a stacionirani u Jadranu u samo dva dana izazvali su četiri incidenta, zaustavivši odnosno nadlijetavši hrvatske brodove u teritorijalnim vodama Republike Hrvatske.[1]
- Hrvatski Vitez ponovno izvrgnut silovitom bombardiranju i napadima muslimanske vojske.[1]
- Alija Izetbegović jučer u Vijeću sigurnosti zahtijevao potrebu učinkovitih sredstava protiv onih koji nastavljaju genocid i etničko čišćenje, a u susretu s Billom Clintonom ukidanje embarga na oružje i američku intervenciju u Bosni.[1]
- Hrvatska će zahtijevati od UN i KESS-a da izbace SR Jugoslaviju, izjavio u Beču na sastanku ministara vanjskih poslova i obrane devet zemalja srednje i istočne Europe hrvatski ministar dr. Mate Granić.[1]

### 9. rujna
- Pobunjeni hrvatski Srbi napadaju na svim frontama: Gospić pretrpio nova velika razaranja, u Zadru jedna osoba poginula, a četiri ranjene, na središte Karlovca palo deset projektila, u Dugoj Resi poginuo civil, u Otočcu poginula jedna osoba a šest ih je ranjeno, u Ogulinu ranjene tri žene, kod Skradina ranjena dva mladića.[1]
- Argentinski pukovnik UNPROFOR-a Bendini, poslije tragedije u Kusonjama, u Pakracu priznao da u svemu ima i njegove krivnje i odgovornosti.[1]
- Pripadnici Armije BiH su u Grabovici, selu na krajnjem sjeveru mostarske općine, brutalno poubijali i izmasakrirali najmanje 32 tamošnjih Hrvata, sve civila. Samo selo je pod kontrolom muslimanskih snaga još od svibnja ove godine pa zločin ovih razmjera i brutalnošću u potpunosti začuđuje.[1]
- U Muslimanskim logorima diljem BiH zatočena 10.194 Hrvata, priopćio novinarima u Međugorju predstojnik Ureda za zamjenu zarobljenika HVO-a Berislav Pušić.[1]
- U Sarajevu ovog tjedna od strane Armije BiH pretučeno i pritvoreno, bez ikakvog razloga, sedam pripadnika HVO-a, obavijestio predsjednik HVO-a Sarajeva Slavko Zelić.[1]
- Talijanski i francuski mediji o borbama u BiH, Pločama, Neumu te propasti Ženeve svu krivicu svaljuju na Hrvate.[1]
- Glavna je zadaća hrvatske politike u ovom trenutku zajamčiti integraciju UNPA zona u republički teritorij i pod republičku jurisdikciju, stoji u poruci hrvatskog predsjednika dr. Franje Tuđmana sudionicima zasjedanja KESS-a u Beču.[1]

### 10. rujna
- Hrvatska vojska kod Gospić oslobodila područje oko Divosela, Čitluka i Počitelja, a pobunjeni hrvatski Srbi u bijesu raketiraju i granatiraju hrvatske gradove: Karlovac, Dugu Resu, Ogulin, Gospić, Zadar, Skradin, Sinj...[1]
- U napadu pobunjenih hrvatskih Srba na Karlovac poginulo pet civila, među kojima i jedna trudnica, a 20 osoba ranjeno.[1]
- Šef UNPROFOR-a za civilne poslove Cedric Thornberry, u pismu hrvatskom ministru vanjskih poslova dr. Mati Graniću, zahvalio se za konstruktivnu humanitarnu pomoć u svezi s nedavnim događajima u Mostaru i Novoj Biloj.[1]
- U selu Vrbica nedaleko Zavidovića pripadnici Armije BiH su ubili 6 tamošnjih Hrvata.[1]
- U HR Herceg-Bosni utemelje Odjel za ljudska prava i humanitarna pitanja pri Uredu predsjednika HR HB.[1]
- Britanski ministar vanjskih poslova Douglas Hurd, na optužbe da vlada podržava srpsku agresiju i genocid, okrivio domaće i inozemne novinare da svojim izvješćima i pritiscima uznemiruju i iskrivljuju britansku vanjsku politiku.[1]

### 11. rujna
- Pobunjeni hrvatski Srbi i dalje ne miruju: tenkovski napad na Zadar; pogođena tvornica Jamnica, a gađana je preko UNPROFOR-a, čije su cijevi uperene prema nama, govore pripadnici Hrvatske vojske u Jamnici.[2]
- Priznaju li pobunjeni Srbi Hrvatsku, imat će sva prava, rekao u Požegi na otvaranju susreta djece stradalih hrvatskih branitelja predsjednik Tuđman.[2]
- Neum je bio i ostaje hrvatski, rekao na konferenciji za novinare u Međugorju predsjednik HR Herceg-Bosne Mate Boban.[2]
- U Banja Luci pobuna nezadovoljnih srpskih vojnika koji su blokirali cijeli grad.[2]

### 13. rujna
- Usprkos što je Hrvatska vojska prekinula vatru, srpski agresor i dalje razara hrvatske gradove: u Karlovcu nove žrtve i razaranja: troje mrtvih a četvero ranjenih Karlovčana.[2]
- Zbog raketnog napada na Zagreb od jučer zrakoplovi stranih aviokompanija ne slijeću u zagrebačku zračnu luku.[2]
- Njemačka i Francuska poslat će stručnjake kako bi istražili mogućnosti gradnje luke u Jadranskom moru za Muslimane,rekao u Bonnu njemački ministar vanjskih poslova Klaus Kinkel.[2]

### 14. rujna
- U splitskom Okružnom sudu izrečena za 32 bivša časnika tzv. JNA iz mornaričke luke Lore: za ratni zločin 247 godina zatvora.[2]
- Predsjednici dr. Tuđman i Izetbegović dogovorili u Ženevi da se sporna pitanja muslimanskog pristupa moru i njeg razgraničenja u BiH prepuste stručnjacima.[2]
- UNPROFOR priopćio da je Hrvatska prihvatila prijedlog generala Jeana Cota za prekid vatre u Hrvatskoj pod uvjetom da UNPROFOR preuzme isključivo kontrolu nad tri sela zauzeta od Hrvatske vojske 9. rujna.[2]
- U pismu hrvatskom predsjedniku dr. Franji Tuđmanu predsjednik Hrvatske Republike Herceg-Bosne Mate Boban odgovorio da je njegovo pismo prihvaćeno na svim razinama i da će se u HR H-B strogo pridržavati međunarodnog ratnog i humanitarnog prava.[2]
- Pripadnici muslimanske Armije BiH počinili su u ramskom selu Uzdolu nedaleko Prozora stravičan zločin nad tamošnjim mještanima - mučki su napali selo i izmasakrirali 41 Hrvata.[2]
- U Chicagu osnovana od 25. organizacija Amerikanaca hrvatskog podrijetla: Nacionalna federacija hrvatskih Ameikanaca (NFCA).[2]

### 15. rujna
- U Ženevi jučer predsjednici dr. Tuđman i Izetbegović potpisali zajedničku deklaraciju o prekidu neprijateljstava u BiH između Muslimana i Hrvata.[2]
- Vijeće sigurnosti UN sinoć pozvalo Hrvatsku da povuče svoje oružane snage na položaje prije 9. rujna 1993. U predsjedničkoj izjavi Vijeće sigurnosti pozvalo bosanske Hrvate da omoguće pristup Međunarodnom odboru Crvenog križa u zatočeničke logore.[2]
- Predsjednik Tuđman i ministar Granić u razgovoru s ruskim ministrom vanjskih poslova u Zagrebu zatražili da UNPROFOR stane na granice Republike Hrvatske prema Srbiji, Crnoj Gori i BiH.[2]
- Republičke granice bivše Jugoslavije, tako i vanjske granice bivše države ne smiju se mijenjati - rekao u Zagrebu na konferenciji za novinare ministar vanjskih poslova Kine Qian Qichen.[2]
- Sporazum o prekidu vatre što su ga u Ženevi potpisali predsjednici Tuđman i Izetbegović na bojištima u HR Herceg-Bosni muslimanska vojska još uvijek ne poštuje.[2]
- U selu Uzdol kod Prozora muslimanska vojska mučki ubila 30 civila i 12 pripadnika HVO-a, priopćio Glavni stožer HVO-a u Mostaru.[2]
- Muslimanska vojska ne dopušta nastavak evakuacije ranjenih Hrvata iz bolnice u Novoj Biloj, a prekinut je i dotok vode i struje Novoj Biloj, priopćio HVO Kiseljaka.[2]

### 16. rujna
- U Ženevi Alija Izetbegović potpisao zajedničku muslimansko-srpsku deklaraciju, kojom je dogovoreno da se unutar buduće Unije BiH održi referendum o odcjepljenju, što otvara mogućnost podjele BiH, dok bi sva prava Unije, uključujući i članstvo u UN, pripala republici s muslimanskom većinom.[2]
- Muslimanska vojska, Armija BiH u selu Čusto Brdo kod Maglaja izmasakrirala je tri člana obitelji Pere Zekića, Peru i suprugu mu te njihovu malodobnu djevojčicu.[2]
- Pripadnici muslimanske Armije BiH počinili su u ramskom selu Hudotskom nedaleko Prozora stravičan zločin nad pripadnicima HVO-a koji su im se predali nakon garantiranja sigurnosti. Ukupno 22 zavezana pripadnika HVO-a (uglavnom s prostora Jajca) ubijena su brutalno iz neposredne blizine na razne načine - vatrenim i hladnim oružjem.[2]
- Muslimanska Armija BiH je odgovorna za pokolj Hrvata u selu Uzdol 14. rujna kada je ubijena 41 osoba, priopćeno novinarima u sarajevskom sjedištu UNPROFOR-a.[2]
- Vojni vođa djela pobunjenih hrvatskih Srba, četnički kapetan Dragan izjavio je u austrijskom dnevniku Kurier da će u krajini teći još mnogo krvi.[2]

### 17. rujna
- Punih deset sati trajalo najnovije bombardiranje Zadra, Biograda, Skradina, Vodica, Šibenika i okolice - U Šibeniku poginula tri vatrogasaca.[2]
- Prvim počasnim doktorom Sveučilišta u Zagrebu u Republici Hrvatskoj postao ministar vanjskih poslova Austrije dr. Alois Mock.[2]
- Slomljena vojnička pobuna u Banjoj Luci, buntovnici odustali od političkih zahtjeva.[2]

### 18. rujna
- U Ratnoj luci Lora u Splitu, u povodu Dana Hrvatske ratne mornarice, predsjednik Republike Hrvatske dr. Franjo Tuđman istaknuo hrvatsku težnju da suverenost na cijelom svom području ostvarimo mirnim, političkim sredstvima uz pomoć međunarodne zajednice, ali smo svjesni da to prije svega ovisi o našoj snazi, spremnosti i sposobnosti da sami oslobodimo svaki pedalj svoje domovine.[2]
- Hrvatska vojska na drniško-šibenskom bojištu zarobila i ruskog plaćenika, navodnog zidara Igora Vasiljeva Guslova, koji je prije godinu i pol iz Tadžikistana stigao u postrojbe pobunjenih hrvatskih Srba.[2]
- Muslimanska vojska, Armija BiH nastavlja napade na svim bojištima u HR Herceg-Bosni, priopćio Glavni stožer HVO-a u Mostaru.[2]
- Pripadnici muslimanske Armije BiH počinili su u selu Bobaši nedaleko Viteza još jedan u nizu stravični zločin nad Hrvatima Bosne i Hercegovine - mučki je ubijeno najmanje 13 tamošnjih mještana, civila, Hrvata po nacionalnosti.[2]

### 19. rujna
- U Splitu završeni razgovori Tuđmana, Bobana, Owena i Stoltenberga - muslimanska republika može dobiti od hrvatske države goleme koncesije - slobodne zone u lukama Ploče i Rijeka. Svi drugi muslimanski zahtjevi su iracionalni, rekao novinarima predsjednik HR Herceg-Bosne Mate Boban.[2]

### 20. rujna
- O sudbini BiH na britanskom nosaču aviona Invincible u Jadranskom moru razgovarali supredsjedatelji Mirovne konferencije Owen i Stottenberg s predstavnicima triju sukobljenih strana: Izetbegovićem, Bobanom i Karadžićem. Razgovorima prisustvovali i hrvatski predsjednik dr. Franjo Tuđman, zamjenik ruskog ministra vanjskih poslova Vitalij Čurkin, američki posrednik Reginald Bartholomew, srbijanski i crnogorski predsjednici, Milošević i Bulatović, te Silajdžić, Krajišnik i Koljević.[2]
- Nakon oslobađanja Divosela i Čitluka, sela jugoistočno od Gospića, Hrvatska vojska predala neprijateljskoj strani 52 tijela poginulih vojnika.[2]
- Muslimanska Armija BiH jakom ofenzivom želi ovladati dolinom Neretve, od Jablanice preko Mostara do Jadranskog mora.[2]
- Već pet dana traju žestoki muslimanski napadi na Vitez.[2]
- Pripadnici muslimanske Armije BiH izveli su oružani napad na južni predjel Mostara zvani Rodoč i tom prilikom ubili 5 tamošnjih Hrvata i 1 Muslimana, a uhićene Hrvate i Muslimane su odveli u neki od logora koje drže na istočnoj strani Mostara.[2]
- UNPROFOR ne vidi sukobe u BiH, jer, prema izjavi njihovog glasnogovornika u Sarajevu Billa Eickmana, posljednje primirje se u načelu poštuje.[2]
- Vođa bosanskih Srba Radovan Karadžić, u intervjuu beogradskoj Borbi, prijeti Muslimanima i najavljuje veliku Srbiju, a sadašnje crte fronte bit će buduće granice srpske države u BiH, ako se ne potpiše mirovni sporazum.[2]
- Što se tiče pokušaja Hrvatske vojske da djeluje po Kninu, otprije postoji odluka vrhovnog savjeta obrane republike srpske krajine da se za Knin gađa Zagreb, izjavio u dnevniku TV Novi Sad zapovjednik srpske vojske krajine general Mile Novaković.[2]

### 21. rujna
- Upornim traženjem Neuma muslimanska strana u stvari ima teritorijalne pretenzije na područje koje je uvijek bilo hrvatski etnički prostor i na kojem Muslimani nikad nisu živjeli, ističe se u izjavi iz Ureda predsjednika Tuđmana nakon neuspjelih razgovora na britanskom nosaču aviona Invincible.[3]
- Predsjednik Hrvatske Republike Herceg-Bosne Mate Boban rekao u Mostaru, poslije sastanaka na britanskom nosaču zrakoplova, da neargumentiranim zahtjevima muslimanska strana zapravo izbjegava potpisivanje mirovnog paketa opredjeljujući se za ratnu opciju.[3]
- Lord David Owen izjavio u Londonu kako nakon pregovora na Invincibleu zaraćene strane u BiH nikad nisu bile bliže miru.[3]
- Dogovor o teritorijalnoj podjeli i ustrojstvu BiH kao saveza triju etničkih mini država konačno je postignut, rekao u Moskvi Vrtalij Čurkin nakon povratka s pregovora o BiH.[3]
- Čeka se odluka parlamenta BiH kojem će Izetbegović predstaviti revidirani ženevski paket, izjavio u Zagrebu glasnogovornik Mirovne konferencije o bivšoj Jugoslaviji John Mills.[3]

### 22. rujna
- Vijeće obrane i nacionalne sigurnosti (VONS) izrazilo nezadovoljstvo izvješćem Boutrosa Ghalija Vijeću sigurnosti UN, u kojem on odbija hrvatske zahtjeve, te ako ga Vijeće prihvati, Hrvatska će biti prisiljena zatražiti da se postrojbe UNPROFOR-a povuku do 30. studenoga 1993.[3]
- Pobunjeni hrvatski Srbi u Okučanima uhitili potpisnike daruvarskog sporazuma sa Srbima u zapadnoj Slavoniji: Dušana Ećimovića, Veljka Džakulu i Mladena Kulića.[3]
- Državna komisija za UNPROFOR zatražila od britanskog bataljuna da ukloni bunker kraj Omiša.[3]
- Na pomolu kompromis o muslimanskom pristupu moru: prema izjavi Harisa Silajdžića u Ženevi postignut je sporazum (ali još nije potpisan) s Hrvatima i Hrvatskom.[3]
- HVO na južnom dijelu mostarskog bojišta potpuno razbio muslimanske snage Armije BiH.[3]
- HVO obranio grad Vitez u srednjoj Bosni od snažnih muslimanskih napada Armije BiH.[3]
- U SRJ sve se češće spominju pljačke koje su u Hrvatskoj i BiH učinili bivša JNA i dobrovoljci.[3]

### 23. rujna
- Hrvatski sabor i Vlada odbijaju produženje mandata UNPROFOR-a pod uvjetima iz Ghalijeva izvješća Vijeću sigurnosti UN.[3]
- Hrvatska će tražiti čvrsta jamstva za zaštitu suvereniteta i teritorijalne cjelovitosti, te vremenski određen proces razoružavanja i raspuštanja paravojnih postrojba pobunjenih hrvatskih Srba i stvaranje uvjeta za povratak prognanika, rekao u Hrvatskom saboru ministar vanjskih poslova dr. Mate Granić.[3]
- Iz kampa Dretelj autobusima otputovala velika skupina od 541 izoliranog Muslimana na Korčulu, gdje će biti privremeno smješteni dok se ne riješi pitanje njihova odlaska u treće zemlje.[3]
- Potresna svjedočanstva čula su se od preživjelih svjedoka pokolja što ga je muslimanska Armija BiH učinila 14. rujna o.g. u hrvatskom selu Uzdol pokraj Prozora.[3]

### 25. rujna
- U pismu ministra vanjskih poslova Republike Hrvatske dr. Mate Granića Vijeću sigurnosti UN navodi se da se Republika Hrvatska ne protivi operaciji UNPROFOR-a na svojem teritoriju - ona se protivi njegovoj neučinkovitosti.[3]
- U Međugorju prosvjedovale obitelji Hrvata zatočenih u muslimanskom dijelu Mostara već tri mjeseca.[3]
- Vojno državno odvjetništvo u Dubrovniku podiglo optužnicu protiv 114 osoba zbog djelovanja na odcjepljenju Dubrovnika od Republike Hrvatske.[3]

### 26. rujna
- Demonstracije prognanika u Zagrebu, Osijeku, Splitu i drugim hrvatskim gradovima protiv UNPROFOR-a, koji se pretvorio u zaštitnika agresora na Hrvatsku.[3]
- Predsjednik Tuđman otputovao u New Yorku na 48. zasjedanje Generalne skupštine Ujedinjenih naroda.[3]

### 27. rujna
- U New Yorku počelo zasjedanje Generalne skupštine UN, kojem je nazočan i predsjednik Republike Hrvatske dr. Franjo Tuđman.[3]
- Hrvatski predsjednik dr. Tuđman sastao se u New Yorku s predsjednikom Makedonije Kirom Gligorovim, s predsjednikom Vijeća sigurnosti UN Adolfom Raulom Taylhardtom (Venezuela) i britanskim ministrom vanjskih poslova Douglasom Hurdom.[3]
- Muslimanska Armija BiH nastavlja sa žestokim napadima na hrvatske prostore u Hrvatskoj Republici Herceg-Bosni, posebice na Žepče.[3]
- Londonski Times otkriva kako Srbi diskretno pomažu Muslimanima oko Sarajeva u ratu protiv Hrvata.[3]
- U Velikoj Kladuši proglašena Autonomna pokrajina Zapadna Bosna, a za predsjednika jednoglasnom odlukom ustavotvorne skupštine izabran član Predsjedništva BiH Fikret Abdić.[3]

### 28. rujna
- Predsjednik Tuđman govorio pred Generalnom skupištinom Ujedinjenih naroda u New Yorku.[3]
- Na zapovijed Alije Izetbegović, Armija BiH u bihaćkom okrugu zavela trajan policijski sat, priopćio Fikret Abdić iz Velike Kladuše.[3]
- Ustavni sud BiH u Sarajevu ocijenio odluku o proglašenju Autonomne Pokrajine Zapadna Bosna kao ugrožavanje cjelovitosti Bosne i Hercegovine i predložio Predsjedništvu BiH da hitno razmotri odgovornost Fikreta Abdića.[3]
- Da je itko lani, uoči izbora u Srbiji, bombardirao tri vojna aerodroma u Srbiji, pokazalo bi se da Zapad misli ozbiljno i pobijedio bi Panić jedan je od argumenata kojima tek imenovani glavni urednik informativnog programa TV RAI 1 Demetrij Volčić optužuje Zapad za trajanje i težinu rata u bivšoj Jugoslaviji.[3]
- Prošlo mjesec dana od proglašenja Hrvatske Republike Herceg-Bosne, njome potvrđena suverenost hrvatskog naroda na dijelu teritorija BiH.[3]

### 29. rujna
- U posljednjih nekoliko dana u talijanskoj luci Brindisi zadržano šest brodova koji su prevozili teret za potrebe hrvatske naftne kompanije INA.[3]
- Muslimanski zastupnici u Skupštini BiH u Sarajevu uvjetno prihvatili ženevski Mirovni sporazum, ako silom okupirani teritorij budu vraćeni.[3]
- Ultimatum zapovjednika 1. korpusa Armije BiH sarajevskom HVO-u da se povuče u vojarne s borbenih položaja oko Sarajeva.[3]

### 30. rujna
- Hrvatska bi mogla pristati na privremeno produženje mandata UNPROFOR-a ako Vijeće sigurnosti novom rezolucijom zajamči potpunu provedbu svih dosadašnjih rezolucija, istaknuo dr. Franjo Tuđman po povratku u Zagreb s četvero dnevnog posjeta Ujedinjenim narodima.[3]
- Predsjednik Tuđman izjavio u New Yorku novinarima Time Magazina i Washington Posta, da se nada pitanje krajine riješiti mirnim, diplomatskim putem ako i ode UNPROFOR, da se rat neće proširiti, te da Hrvatska nastavlja suradnju sa svim međunarodnim tijelima upletenim u balkansku krizu.[3]
- Shvaćam frustracije Hrvatske zbog UNPROFOR-a, jer se nijedan prognanik nije vratio, nastavlja se etničko čišćenje, itd., ali ako izbacite UNPROFOR, vjerojatno slijedi rat sa Srbima iz krajine, bosanskim Srbima, a možda se priključi i Srbije, izjavio u Zagrebu ambasador SAD P.W. Galbraith.[3]
- Muslimani u BiH imaju pravo na više teritorija, no ne znam da li bi ga mogli dobiti, rekao američki predsjednik Clinton u Washingtonu.[3]